# Pseudanthessius madrasensis
Pseudanthessius madrasensis är en kräftdjursart som beskrevs av Reddiah 1968. Pseudanthessius madrasensis ingår i släktet Pseudanthessius och familjen Pseudanthessiidae. Inga underarter finns listade i Catalogue of Life.